# アラステア・フォザーギル

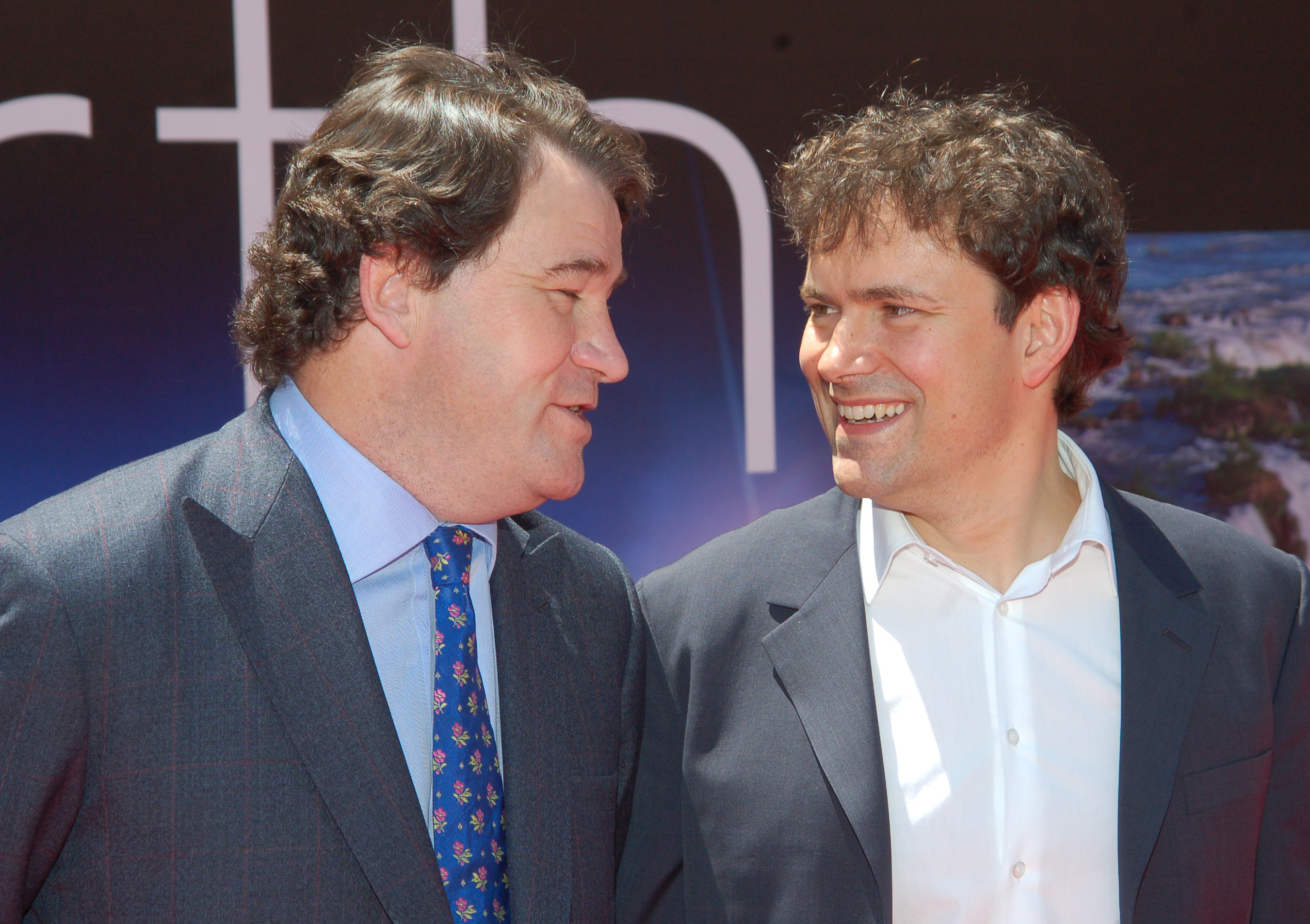
2009年4月、映画『アース』のプレミア上映におけるアラステア・フォザーギル（左）と、共同監督のマーク・リンフィールド （右）。

アラステア・フォザーギル（Alastair Fothergill、1960年4月10日 - ）は、テレビ番組や映画作品で自然ドキュメンタリー (nature documentary) を手がける、イギリスのドキュメンタリー映像プロデューサー。プロデューサーとして、たくさんの賞を受賞したテレビ・シリーズ『The Blue Planet』（2001年）や『Planet Earth』（2006年）を手がけ、映画『Deep Blue』（2003年）や『アース (Earth)』（2007年）では共同監督を務めた。

## 経歴
ロンドンに生まれたフォザーギルは、ハーロー校に学んだ。ダラム大学ではセント・クスバーツ・ソサイエティ (St Cuthbert's Society) で動物学を学び、学生時代に最初の映画『On the Okavango』（「the Okavango」は、アフリカ大陸南西部の内陸河川オカヴァンゴ川）を制作した。1983年、フォザーギルはBBCの自然史ユニットに加わり、以降『The Really Wild Show』、『Wildlife on One』、デイビッド・アッテンボローの『The Trials of Life』などの番組制作に参加した。1992年にはユニット代表となり、在任期間中には多くの賞を受賞したアッテンボローのシリーズ『Life in the Freezer』のプロデューサーも務めた。
1996年には、王立地理学会からチェリー・キアトン・メダル賞 (Cherry Kearton Medal and Award) を授与された。 
1998年6月、フォザーギルは、ユニット代表から退き、やはり多くの賞を受賞することになったシリーズ『The Blue Planet』のプロデューサーとしての仕事に専念するようになった。続けて取り組んだ大きな作品である『Planet Earth』は、2006年に完成した。
その後は、『フローズン プラネット (Frozen Planet)』の制作統括（エグゼクティブ・プロデューサー）などを務めた。
フォザーギルは、自らプレゼンターとしてテレビ番組に出演することもあり（『The Abyss』など）、著書も3冊刊行している。
2008年2月11日には、イベント「平和のための映画 (Cinema for Peace)」において、BMWから「クリーン・エネルギー賞」を受賞した。
2008年、フォザーギルは、新たに設立されたディズニーネイチャー (Disneynature) と複数の映画制作契約を結び、毎年半年はBBCを休職して、独立プロデューサーとしてドキュエンタリー映画の制作に取り組んでいる。この契約によって発表された映画は、『African Cats』（2011年）、『Chimpanzee』（2012年）、『Bears』（2014年）であり、それぞれキース・スコーリー (Keith Scholey) やマーク・リンフィールド  (Mark Linfield) が共同監督として参加している。
2012年、王立地理学会は、地球環境問題への理解を広めた功績により、フォザーギルに金メダル（パトロンズ・メダル）を授与した。
現在、フォザーギルは、ブリストルで、妻のメリンダ (Melinda) とふたりの息子たち、ハミシュ (Hamish) とウィリアム (William) とともに住んでいる。

## 映画・テレビ番組
- The Really Wild Show (1986) – プロデューサー
- Wild Britain (1987) – プロデューサー
- Reefwatch (1988) – アソシエイト・プロデューサー
- Wildlife on One (1988–92) – プロデューサー
- The Trials of Life (1990) – アシスタント・プロデューサー
- Life in the Freezer (1993) –シリーズ・プロデューサー
- Natural World, episode "South Georgia: An Island All Alone" (1998) – プロデューサー
- The Blue Planet (2001) – シリーズ・プロデューサー
- Going Ape (2002) – プレゼンター（Saba Douglas-Hamiltonと）
- The Abyss – Live (2002–03) – エグゼクティブ・プロデューサー、プレゼンター（Michael deGruy、Kate Humble、Peter Snowと）
- ディープ・ブルー (2003) – 脚本、監督（アンディ・バイアット (Andy Byatt) との共同監督）
- プラネットアース (Planet Earth) (2006) – シリーズ・プロデューサー
- アース (Earth) (2007) – 脚本、監督（マーク・リンフィールドとの共同監督）
- フローズン プラネット (Frozen Planet) (2011) – エグゼクティブ・プロデューサー
- African Cats (2011) – 脚本、監督（キース・スコーリーとの共同監督）
- Chimpanzee (2012) – 脚本、監督（マーク・リンフィールドとの共同監督）
- Bears (2014) - 監督（キース・スコーリーとの共同監督）